# 媾疫
媾疫（こうえき、英語：Covering sicknessまたはdourine）は交尾によって伝染する馬の感染症で、トリパノソーマ症の一種。

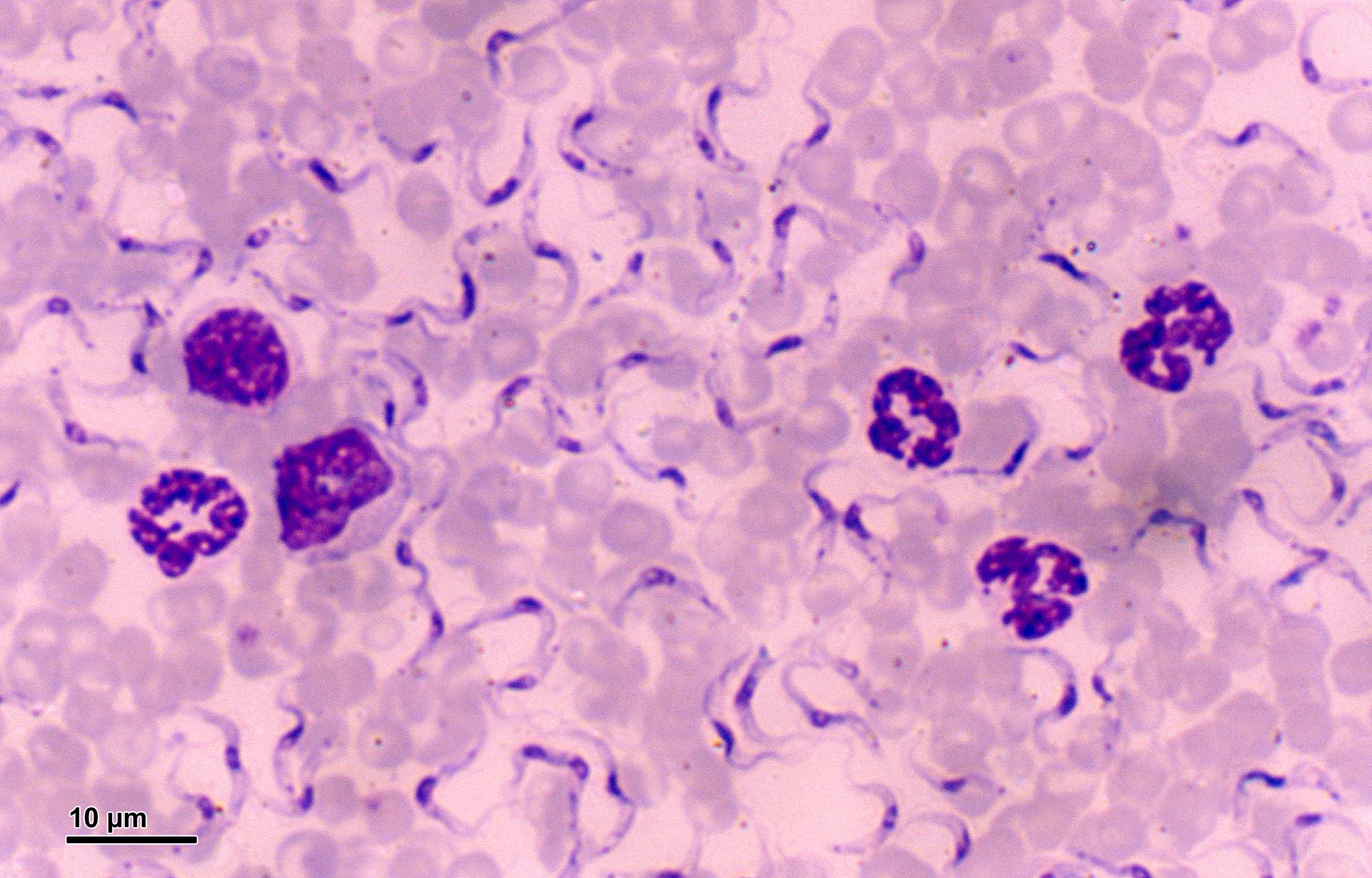
Trypanosoma equiperdum

## 症状
ウマでは半年～数年という慢性的な経過をたどり、概ね3期に区分できる。第1期には生殖器官の浮腫や潰瘍が見られる。第2期では特徴的な白っぽい瘢痕が出現する。第3期では貧血や神経異常（後肢の麻痺など）が進行し最終的には死亡する。潜伏期は通常1～2週間ほどだが不定であり、致死率は50～70%。ラバやロバにも感染するが通常は無症状。
動物に実験感染させた場合、イヌは典型的な媾疫の症状を示す。ウマやウサギでは実験によって結果が異なり、媾疫の症状を示す場合と、一般的なトリパノソーマ症に留まる場合とがある。マウスやラットには感染するが症状を示さない。反芻動物は抵抗性があるが、マウスで原虫を継代すると感染するようになる。

## 病原体
媾疫の病原体はトリパノソーマ属の原虫である。伝統的に媾疫トリパノソーマ(Trypanosoma equiperdum Doflein, 1901)と呼ばれているが、近年になって分類学上このような種は存在せず、ブルーストリパノソーマ(Trypanosoma brucei)の変異型だと考えられるようになってきた。
トリパノソーマ属としては例外的な原虫で、主な寄生部位が生殖器粘膜であり、血液中に観察することは困難である。錐鞭毛型のみで変態は一切行わない。また交尾により感染するため媒介動物が関与しない点も極めて例外的である。形態的には通常のブルーストリパノソーマと区別できないが、キネトプラスト（ミトコンドリア）DNAが存在しない（もしくは著しく損傷している）という特徴がある。このためミトコンドリアの代謝能力が制限されており、元来の終宿主であったツェツェバエの体内では生存できなくなったと考えられる。

## 診断
特異的診断方法が開発されておらず、臨床所見より診断される。

## 治療・予防
有効な治療法はない。予防は衛生管理の徹底および感染馬の淘汰。

## 分布
アフリカ、アジア、東・南ヨーロッパ、南アメリカで発生しているが、現在までに日本での発生は報告されていない。

## 歴史
媾疫は古いアラビア文献にも認められるが、ヨーロッパ世界で認識されたのは1796年プロイセンが最初であり、19世紀には西欧諸国に蔓延した。はじめて媾疫に罹患した馬からトリパノソーマが検出されたのは1894年で、1901年にTrypanosoma equiperdumと命名された。媾疫は第2次世界大戦で軍馬とともにロシアあるいはアルジェリアから大量に移入された。戦後は系統的検査態勢によりヨーロッパ・北アメリカ・オーストラリアからはほぼ撲滅されている。近年でも媾疫らしき罹患馬がエチオピア・モンゴルなどから報告されているが、病原体であるトリパノソーマを分離することができていない。実のところ媾疫トリパノソーマの分離株は1979年に中国で樹立されたのが最後であり、それ以来あたらしい株が得られていないことが媾疫トリパノソーマの研究に影を落としている。